# Харитон Санжемски
Харитон Санжемски – светитељ Руске православне цркве, игуман Спасо-Евфимијевог Санжемског манастира, укинутог 1764. године.

## Биографија
О Харитоновом детињству и световном животу нису сачувани готово никакви подаци, а каснији биографски подаци о њему су веома оскудни и фрагментарни. Познато је да почетак његових духовних подвига датира у време пресељења светог Јевтимија Сјанжемског из Спасо-Каменског манастира на реку Сјанжему; Овде се појавио и монах Харитон у Евтимијевом пустиљаштву.
Заједно су подигли келију, а потом основали манастир. После смрти Јевтимија Сјанжемског (најкасније 1465. године), по налогу свог духовног учитеља, Харитон је преузео управљање манастиром; у чину игумана.
Преминуо је 11. априла 1509. године.
Свети Харитон се поштује локално у лику светих. Његов спомен у светом календару обележава се 11. априла и 26. септембра. Мошти светитеља почивале су у цркви Вазнесења бившег манастира Сјанжемског, касније парохијској цркви Вазнесењске цркве у Кадниковском округу, 120 миља северно од Вологде. Тренутно се мошти Светих Јевтимија и Харитона налазе у бившој Покровској цркви манастира (Евфимевско подворје Сјамженског округа Вологдске области).